# Detroit Film Critics Society Awards 2014
7. ročník udílení cen Detroit Film Critics Society Awards předal ceny v těchto kategoriích:

## Vítězové a nominovaní

### Nejlepší film
Chlapectví
- Birdman
- Grandhotel Budapešť
- Pod kůží
- Whiplash

### Nejlepší režisér
Richard Linklater – Chlapectví
- Wes Anderson – Grandhotel Budapešť
- Damien Chazelle – Whiplash
- Jonathan Glazer – Pod kůží
- Alejandro G. Iñárritu – Birdman

### Nejlepší herec v hlavní roli
Michael Keaton – Birdman jako Riggan Thomson
- Benedict Cumberbatch – Kód Enigmy jako Alan Turing
- Brendan Gleeson – Kalvárie jako Father James
- Jake Gyllenhaal – Slídil jako Louis “Lou” Bloom
- Tom Hardy – Noční jízda jako Ivan Locke
- Eddie Redmayne – Teorie všeho jako Stephen Hawking

### Nejlepší herečka v hlavní roli
Rosamund Pikeová – Zmizelá jako Amy Elliott-Dunne
- Essie Davis – Babadook jako Amelia
- Scarlett Johanssonová – Pod kůží jako Žena
- Julianne Moore – Pořád jsem to já jako Dr. Alice Howland
- Reese Witherspoonová – Divočina jako Cheryl Strayed

### Nejlepší herec ve vedlejší roli
J. K. Simmons – Whiplash jako Terence Fletcher
- Josh Brolin – Skrytá vada jako Christian “Bigfoot” Bjornsen
- Ethan Hawke – Chlapectví jako Mason Evans, Sr.
- Edward Norton – Birdman jako Mike Shiner
- Mark Ruffalo – Hon na lišku jako Dave Schultz

### Nejlepší herečka ve vedlejší roli
Patricia Arquette – Chlapectví jako Olivia Evans
- Laura Dernová – Divočina jako Barbara “Bobbi” Grey
- Rene Russo – Slídil jako Nina Romina
- Emma Stoneová – Birdman jako Sam Thomson
- Tilda Swintonová – Ledová archa jako Mason

### Nejlepší obsazení
Birdman (remíza)
Grandhotel Budapešť (remíza)
Strážci Galaxie (remíza)
- Chlapectví
- Čarovný les

### Objev roku
Damien Chazelle – Whiplash (režisér, scenárista)
- Jennifer Kent – Babadook (režisér, scenárista)
- Gugu Mbatha-Raw – Belle, Beyond the Lights (herečka)
- Chris Pratt – Strážci Galaxie (herec)
- Dan Stevens – The Guest (herec)

### Nejlepší scénář
Richard Linklater – Chlapectví
- Wes Anderson – Grandhotel Budapešť
- Damien Chazelle – Whiplash
- Alejandro G. Iñárritu, Nicolás Giacobone, Alexander Dinelaris, Jr. a Armando Bó – Birdman
- John Michael McDonagh – Kalvárie

### Nejlepší dokument
Citizenfour: Občan Snowden
- Hledání Vivian Maier
- Jodorowsky’s Dune
- Keep On Keepin’ On
- Život Rogera Eberta